# Syneora silicaria
Syneora silicaria är en fjärilsart som beskrevs av Edward Meyrick 1892. Syneora silicaria ingår i släktet Syneora och familjen mätare. Inga underarter finns listade i Catalogue of Life.